# Ozymandias (Percy Bysshe Shelley)
Pour les articles homonymes, voir Ozymandias.
Ne doit pas être confondu avec Ozymandias (Horace Smith).
Le poème Ozymandias est un sonnet de Percy Bysshe Shelley, écrit en décembre 1817 pendant un concours d'écriture et publié la première fois le 11 janvier 1818. Le nom Ozymandias fait référence au pharaon Ramsès II.
Ce sonnet traite un certain nombre de grands thèmes, tels que l'arrogance et la puissance, l'art et le passage du temps, la vérité émotionnelle et le rapport entre l'artiste et le sujet. Ces thèmes sont explorés avec un langage figuré saisissant.

## Le poème
Ozymandias est republié dans le volume Rosalind and Helen en 1819, et dans la préface du volume Shelley le décrit comme une des « quelques poésies dispersées qu'il a laissées à l'Angleterre ». Shelley précise également que le poème a été choisi pour le livre par son éditeur, et pas tout seul. Certains considèrent ces informations comme indiquant que Shelley n'était pas particulièrement fier de ce poème. D'autres sont en désaccord, vu l'uniformité des idées avec la haine de Shelley pour la tyrannie et l'impact du poème.
En dépit de sa popularité durable, peu d'études sur la carrière de Shelley font grand cas de lui. Shelley's Mythmaking d'Harold Bloom, l'étude principale de Shelley du XXe siècle, le livre qui a restauré la réputation de Shelley, ne le mentionne pas du tout.

## Analyse
L'Ozymandias nommé (ou Osymandias) est censé généralement se rapporter à Ramsès le grand (Ramsès II), pharaon de la XIXe dynastie de l'Égypte antique. Le nom Ozymandias correspond à la transcription en grec d'une partie de la titulature royale de Ramsès II, Ousir-Maât-Rê (son nom complet traduit de l'égyptien ancien étant Ousir-Maât-Rê Setepenrê Ramessou Miamun). Le sonnet paraphrase l'inscription sur le socle de la statue : « King of Kings am I, Osymandias. If anyone would know how great I am and where I lie, let him surpass one of my works. »

## Postérité
Dans le comics Watchmen, l'auteur Alan Moore s'est inspiré du poème de Shelley pour nommer l'alter ego d'Adrian Veidt, un des personnages.
Le poème est, en partie, récité par l'androïde David qui l'attribue à tort à Byron dans une des scènes du film Alien: Covenant (contamination des Ingénieurs), sorti en salle en mai 2017.
L'histoire « Ticket repas » de La Ballade de Buster Scruggs, fait référence à ce poème : Harrison y conte entre autres celui-ci, la prise du temps et la description de la statue énoncées par le poème pouvant faire référence à sa situation et la suite de sa propre histoire.
« Ozymandias » est aussi le nom du 14e épisode de la saison 5 de la série télévisée Breaking Bad, très évocateur du futur sort et de la personnalité de son personnage principal, Walter White, peu à peu déshumanisé par son alter-ego Heisenberg, « empereur » de la méthamphétamine.

## Texte original et proposition de traduction
Ozymandias

I met a traveller from an antique land

Who said: "Two vast and trunkless legs of stone

Stand in the desert. Near them, on the sand,

Half sunk, a shattered visage lies, whose frown,

And wrinkled lip, and sneer of cold command,

Tell that its sculptor well those passions read,

Which yet survive, stamped on these lifeless things,

The hand that mocked them and the heart that fed,

And on the pedestal these words appear:

'My name is Ozymandias, king of kings:

Look on my works, Ye Mighty, and despair!'

Nothing beside remains. Round the decay

Of that colossal wreck, boundless and bare,

The lone and level sands stretch far away."
Ozymandias

J’ai rencontré un voyageur de retour d’une terre antique

Qui m'a dit : « Deux jambes de pierre immenses et dépourvues de buste

Se dressent dans le désert. Près d’elles, sur le sable,

À moitié enfoui, gît un visage brisé dont le sourcil froncé,

La lèvre plissée et le rictus de froide autorité

Disent que son sculpteur sut lire les passions

Qui survivent encore dans ces objets sans vie 

À la main qui les imita et au cœur qui les nourrit.

Et sur le piédestal apparaissent ces mots :

« Mon nom est Ozymandias, Roi des Rois.

Voyez mon œuvre, ô puissants, et désespérez ! »

Auprès, rien ne demeure. Autour des ruines

De cette colossale épave, infinis et nus,

Les sables monotones et solitaires s’étendent au loin. »

## Voir également
- Sic transit gloria mundi
- Cela aussi passera